# Kuter (maszyna)

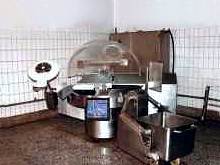
Kuter w przemyśle mięsnym

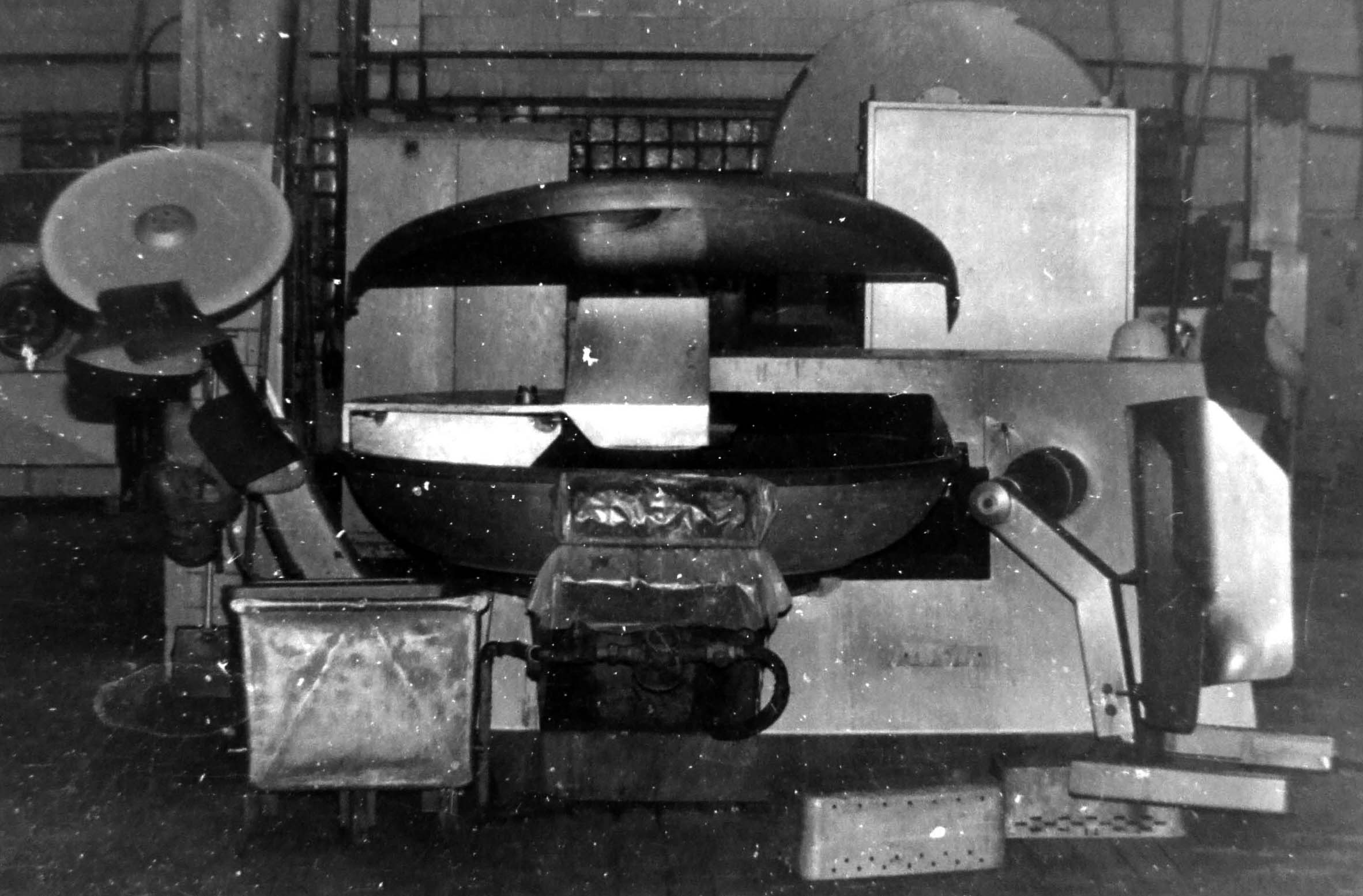
Kuter w przemyśle mięsnym (lata 80.)

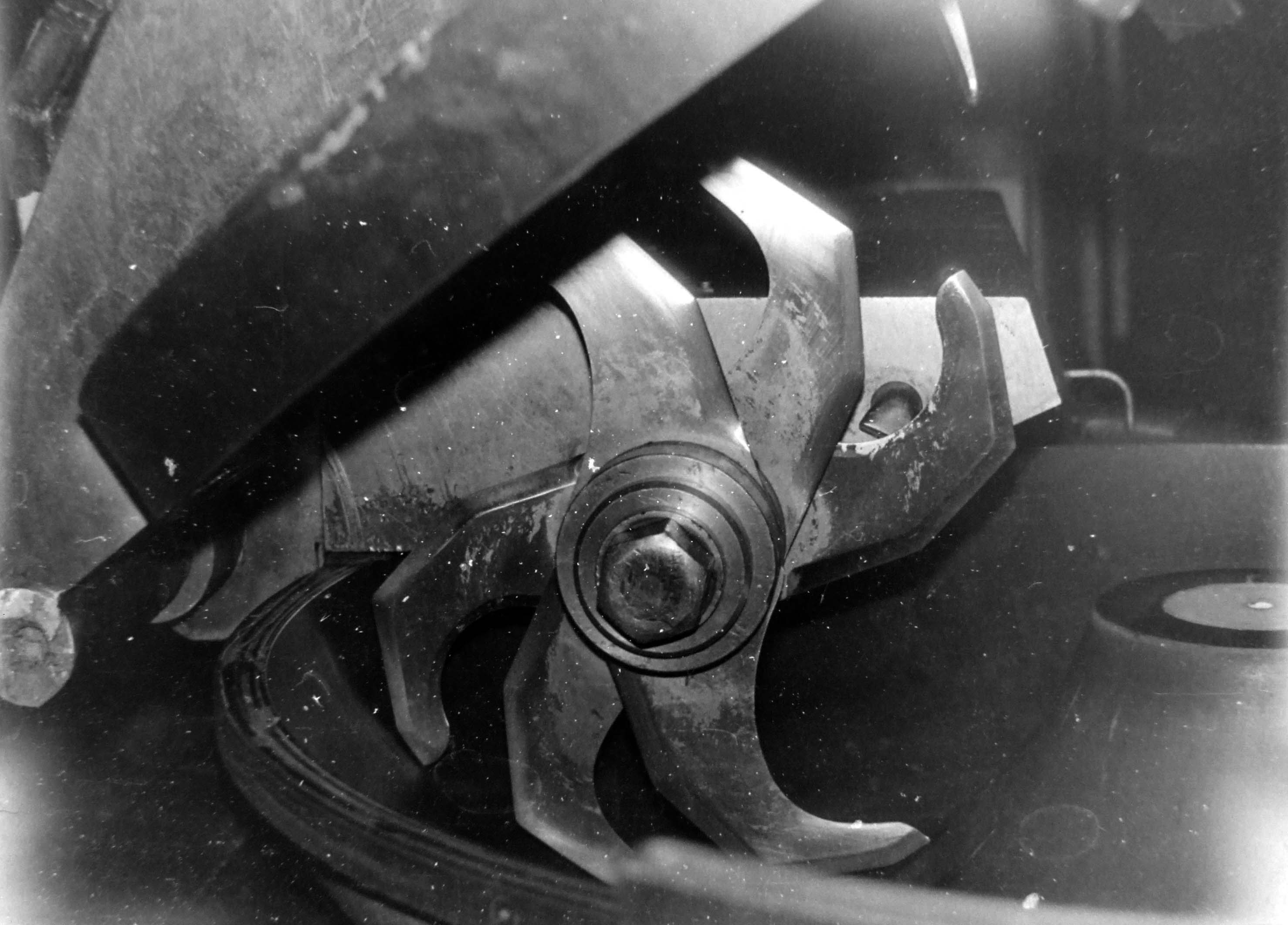
Głowica tnąca w kutrze

Kuter – maszyna w przemyśle mięsnym, służąca do rozdrabniania, emulgowania mięsa, tłuszczu wraz z dodatkami smakowymi.
Wytwarza się w nim farsze do wędlin, wędliny drobno rozdrobnione, pasztety.

## Budowa
- misa obrotowa (obrót wokół pionowej osi) poj. 30–500 litrów
- zestaw noży obrotowych (oś prostopadła do osi obrotu misy).

Składniki farszu wkłada się do misy, dodaje lód, przyprawy. Misa obracając się (2–5 razy na minutę) miesza i rozdrabnia farsz, a noże obracając się (20 razy – 8 tysięcy razy na minutę) wytwarzają jednolitą masę. 
Farsz z kutra może być użyty do napełniania osłonek np. parówki lub do mieszania farszu wędlin grubo rozdrobnionych jako spoiwo.
Współczesne kutry wyposażone są w osprzęt ułatwiający kontrolę procesu kutrowania.
- termometry
- komorę próżniową
- podnośnik
- tarczę wyładunkową